# Heterotanytarsus brundini
Heterotanytarsus brundini är en tvåvingeart som beskrevs av Ernst Josef Fittkau 1956. Heterotanytarsus brundini ingår i släktet Heterotanytarsus och familjen fjädermyggor. Arten är reproducerande i Sverige. Inga underarter finns listade i Catalogue of Life.